# العلاقات الإسواتينية المولدوفية
العلاقات الإسواتينية المولدوفية هي العلاقات الثنائية التي تجمع بين إسواتيني ومولدوفا.

## مقارنة بين البلدين
هذه مقارنة عامة ومرجعية للدولتين:
| وجه المقارنة                                              | إسواتيني                                   | مولدوفا                           |
| --------------------------------------------------------- | ------------------------------------------ | --------------------------------- |
| المساحة (كم2)                                             | 17.36 ألف                                  | 33.85 ألف                         |
| عدد السكان (نسمة)                                         | 1.37 مليون                                 | 2.55 مليون                        |
| الكثافة السكانية (ن./كم²)                                 | 78.92                                      | 75.33                             |
| العاصمة                                                   | لوبامبا، مبابان                            | كيشيناو                           |
| اللغة الرسمية                                             | لغة إنجليزية، لغة سوازي                    | اللغة المولدوفية، اللغة الرومانية |
| العملة                                                    | ليلانغيني سوازيلندي                        | ليو مولدوفي                       |
| الناتج المحلي الإجمالي (بليون دولار)                      | 4.41 مليار                                 | 8.13 مليار                        |
| الناتج المحلي الإجمالي (تعادل القوة الشرائية) بليون دولار | 11.13 مليار                                | 17.94 مليار                       |
| الناتج المحلي الإجمالي الاسمي للفرد دولار أمريكي          | 3.20 ألف                                   | 3.65 ألف                          |
| الناتج المحلي الإجمالي للفرد دولار أمريكي                 | 8.29 ألف                                   | 4.98 ألف                          |
| مؤشر التنمية البشرية                                      | 0.531                                      | 0.693                             |
| رمز المكالمات الدولي                                      | +268                                       | +373                              |
| رمز الإنترنت                                              | .sz                                        | .md                               |
| المنطقة الزمنية                                           | التوقيت القياسي لجنوب أفريقيا، ت ع م+02:00 | ت ع م+02:00، ت ع م+03:00          |

## منظمات دولية مشتركة
يشترك البلدان في عضوية مجموعة من المنظمات الدولية، منها:
| علم المنظمة | اسم المنظمة                               | تاريخ انضمام إسواتيني | تاريخ انضمام مولدوفا |
| ----------- | ----------------------------------------- | --------------------- | -------------------- |
|             | مؤسسة التنمية الدولية                     | 22 سبتمبر 1969        | 14 يونيو 1994        |
|             | يونسكو                                    | 25 يناير 1978         | 27 مايو 1992         |
|             | وكالة ضمان الاستثمار متعدد الأطراف        | 18 أبريل 1990         | 9 يونيو 1993         |
|             | الأمم المتحدة                             | 24 سبتمبر 1968        | 2 مارس 1992          |
|             | الاتحاد البريدي العالمي                   | ?                     | ?                    |
|             | البنك الدولي للإنشاء والتعمير             | 22 سبتمبر 1969        | 12 أغسطس 1992        |
|             | الاتحاد الدولي للاتصالات                  | 11 نوفمبر 1970        | 20 أكتوبر 1992       |
|             | منظمة حظر الأسلحة الكيميائية              | ?                     | ?                    |
|             | مؤسسة التمويل الدولية                     | 22 سبتمبر 1969        | 10 مارس 1995         |
|             | المركز الدولي لتسوية المنازعات الاستشارية | 14 يوليو 1971         | 4 يونيو 2011         |
|             | منظمة التجارة العالمية                    | ?                     | ?                    |
|             | منظمة الشرطة الجنائية الدولية             | ?                     | ?                    |

## وصلات خارجية
- موقع وزارة الخارجية المولدوفية